# Tetraena giessii
Tetraena giessii är en pockenholtsväxtart som först beskrevs av Merxm. & A.Schreib., och fick sitt nu gällande namn av Beier & Thulin. Tetraena giessii ingår i släktet Tetraena och familjen pockenholtsväxter. Inga underarter finns listade i Catalogue of Life.